# Let England Shake
Let England Shake è un album studio di Polly Jean Harvey conosciuta come PJ Harvey pubblicato nel 2011.
È il suo ottavo disco, senza considerare Dance Hall at Louse Point (1996) e A Woman a Man Walked By (2009) collaborazioni con John Parish, che comunque partecipa come musicista e produttore ma non viene ufficialmente riconosciuto come coautore dell'album.

## Il disco
La nascita artistica del disco ha richiesto tre anni circa ma è stato registrato in soli due mesi, tra aprile e maggio del 2010, in una chiesa del XIX secolo nella contea del Dorset in Inghilterra. Quasi un anno dopo, il 14 febbraio 2011 è stato distribuito dalle etichette indipendenti Island Records in Europa, Canada e tutte le altre nazioni e dalla Vagrant Records negli Stati Uniti.
Le tematica principale affrontata nei testi delle canzoni è la guerra, citando in particolare la battaglia di Gallipoli (1915-1916) e i Conflitti arabo-israeliani.

## Tracce
Testi e musiche di PJ Harvey.
1. Let England Shake – 3:09
2. The Last Living Rose – 2:21
3. The Glorious Land – 3:34
4. The Words That Maketh Murder – 3:45
5. All And Everyone – 5:39
6. On Battleship Hill – 4:07
7. England – 3:11
8. In The Dark Places – 2:59
9. Bitter Branches – 2:29
10. Hanging In The Wire – 2:42
11. Written On The Forehead – 3:39
12. The Colour Of The Earth – 2:33

Durata totale: 40:08

## Formazione
- PJ Harvey – voce, cori, chitarre (tracce 2,3,5,7,8,11,12), sassofono (1,2,4,5,8), autoharp (1,4,5,12), violino (7), zither (6)
- John Parish – cori (in tutte le tracce eccetto 1,7,10), batteria e percussioni (in tutte le tracce eccetto la 10), chitarre (2,3,4,6,9,10,12), trombone (1,2,4,5,8), mellotron (1,7,12), piano Rhodes (1,8,11), xilofono (1,9).
- Mick Harvey – pianoforte (1,6,10), armonica a bocca (1,4,5,8,9), batteria e percussioni (2,4,6,11), organo (2,5,7,8), cori (2–6,8–12), piano Rhodes (3,6), bass (4), chitarra (8,9,11), xilofono (9)
- Jean-Marc Butty – cori (3,5,6,8,12), batteria e percussioni (3,6,8,10)
- Sammy Hurden – cori (8,12)
- Greta Berlin – cori (8,12)
- Lucy Roberts – cori (8,12)